# Corvinusbecher

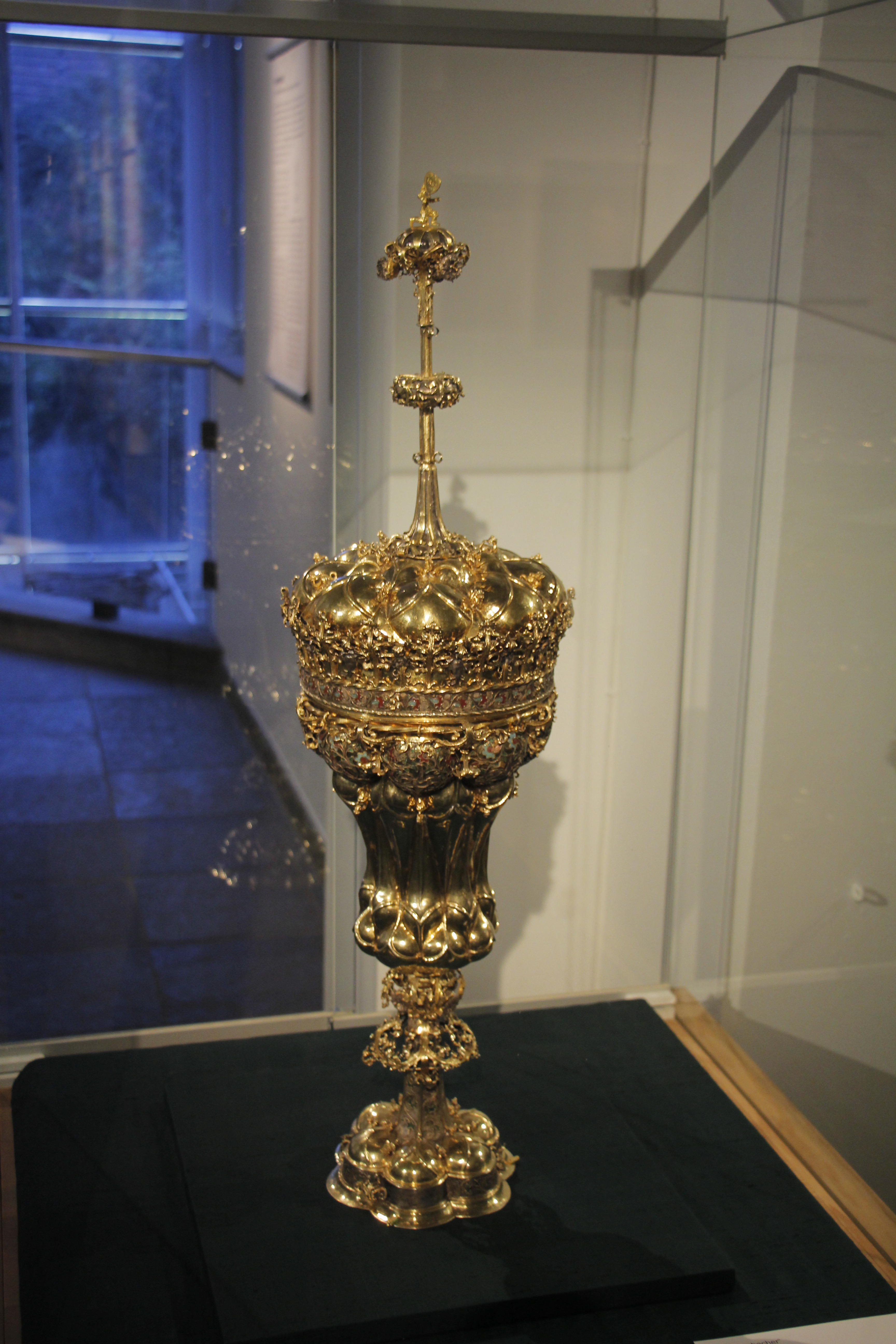
Corvinusbecher

Der Corvinusbecher ist ein Prunkbecher aus dem 15. Jahrhundert, der sich im Stadtmuseum Wiener Neustadt in Niederösterreich befindet.

## Beschreibung
Der Becher ist ungefähr 81 cm hoch und besteht aus vergoldetem Silber, das mit ungarischem Drahtemail verziert ist. Er dürfte aus der Zeit zwischen 1470 und 1490 stammen. Nach der Punze im Pokalfuß, „Z“ dürfte der Becher aus der Hand des Wiener Neustädter Goldschmiedes Wolfgang Zulinger stammen.
Auf der Deckelspitze des Pokals ist eine kleine Figur angebracht, die im 19. Jahrhundert erneuert wurde und einen knienden Ritter mit einer Fahne darstellt. Auf deren Vorderseite befindet sich einerseits das A.E.I.O.U. von Kaiser Friedrich III. und andererseits das Monogramm des mit ihm verfeindeten Ungarnkönigs Matthias Corvinus mit dem Raben, der im Schnabel den Ring trägt. Auf der Rückseite ist die Jahreszahl 1462 zu sehen.

## Geschichte
Es gibt verschiedene Theorien, wie der Becher nach Wiener Neustadt gekommen sein soll. Nach einer Version dürfte der Becher mit dem Frieden von Ödenburg in Beziehung stehen. So soll ihn Corvinus für die zurück erhaltene Stephanskrone an Friedrich übergeben haben. Nach anderen Überlieferungen soll er von Friedrich selbst stammen, der ihn Corvinus ursprünglich schenken wollte, aber aufgrund von Meinungsverschiedenheiten dann doch nicht überreichte.
Während der Bombenangriffe im Zweiten Weltkrieg war der Becher, der sich nachweislich seit 1741 im Besitz der Stadt befindet, wie viele andere Kunstschätze in einem Stollen des Salzbergwerkes in Hallein untergebracht.
Bis zur Übersiedlung ins Wiener Neustädter Stadtmuseum wurde er im Rathaus aufbewahrt. Seit Anfang 2009 ist der Prunkbecher Teil der Dauerausstellung des Museums.